# Раймонд Толленер
Раймонд Толленер (нід. Reimond Tollenaere; 22 червня 1909 — 22 січня 1942) — фламандський націоналіст і доброволець військ СС, унтерштурмфюрер СС.

## Біографія
Вивчав право у Гентському університеті. Під час навчання приєднався до Фламандського національного союзу, згодом очолив пропагандистський підрозділ організації, пізніше — військовий. В 1936 році обраний у парламент Бельгії. Незабаром після нападу Німеччини на Бельгію в травні 1940 року Толленера заарештували і ув'язнили на території Франції. Після капітуляції Франції звільнений і відновив політичну діяльність. В липні 1941 року активно брав участь у формуванні Фламандського легіону СС, в який вступив разом із 400 членами ФНС. Пройшов навчання у Радомі і був призначений командиром 2-ї роти легіону. В листопаді 1941 року легіон був відправлений на Ленінградський фронт. Загинув внаслідок дружнього вогню з боку бійців Блакитної дивізії.

## Вшанування пам'яті
Після загибелі Толленера була заснована відзнака для нагородження членів ФНС за вірну службу і бойові заслуги — Знак пам'яті Толленера.